# Слава-Русе
Слава-Русе (рум. Slava Rusă) — село у повіті Тулча в Румунії. Входить до складу комуни Слава-Черкезе.
Село розташоване на відстані 203 км на схід від Бухареста, 39 км на південний захід від Тулчі, 75 км на північ від Констанци, 78 км на південний схід від Галаца.

## Населення
За даними перепису населення 2002 року у селі проживали 1347 осіб.
Національний склад населення села:
| Національність   | Кількість осіб | Відсоток |
| ---------------- | -------------- | -------- |
| росіяни-липовани | 965            | 71,6%    |
| румуни           | 380            | 28,2%    |

Рідною мовою назвали:
| Мова      | Кількість осіб | Відсоток |
| --------- | -------------- | -------- |
| російська | 966            | 71,7%    |
| румунська | 380            | 28,2%    |